# Lanterne rosse
Lanterne rosse (大紅燈籠高高掛T, 大红灯笼高高挂S, Dà Hóng Dēnglóng Gāogāo GuàP, lett. "Appendete in alto la grande lanterna rossa") è un film del 1991 diretto da Zhāng Yìmóu, basato sul romanzo Mogli e concubine di Su Tong.
Secondo alcuni fu con questa opera che la Cina si affacciò alla ribalta cinematografica.
Il film fu candidato al Premio Oscar per il Miglior film straniero nel 1992.

## Trama
Cina del Nord, periodo dei signori della guerra, 1920: dopo la morte del padre, la giovanissima studentessa universitaria Songlian viene chiesta in moglie da Chen Zuoqin, maturo discendente di un'antica dinastia. La ragazza accetta, sia perché con la morte del padre è caduta in miseria, sia per i contrasti insanabili con la matrigna. L'uomo ha già tre mogli, Yuru, Zhuoyun e Meishan, che abitano con lui nella sua immensa dimora: ciascuna di loro aspetta che davanti alla porta della propria camera vengano appese le lanterne rosse, che stanno a significare che il marito passerà la notte con lei e che potrà disporre di certi privilegi per il giorno in corso e per quello successivo, fino a che le lanterne non si accenderanno di nuovo.
Songlian ben presto capisce di cosa in realtà la aspetti tra le mura del palazzo e quanto quel semplice massaggio ai piedi, privilegio per la prescelta, sia diventata un'ossessione per ciascuna delle Signore: già la prima notte di nozze viene disturbata da Meishan, la Terza Signora, che con la scusa di un malore fa in modo che Chen la abbandoni e dorma assieme a lei. Il giorno dopo la Quarta Signora fa la conoscenza delle altre tre: Yuru, la Prima Signora, nonostante abbia la facoltà di sostituire il marito nella gestione della casa, è invecchiata precocemente e vive una vita triste e passiva, mentre Zhuoyun, la Seconda Signora, è l'unica ad accoglierla con modi amichevoli. Meishan è un'ex-soprano ancora attraente, che tratta la nuova arrivata con freddezza, continua a fingere malori per interrompere gli amplessi del marito con la nuova arrivata e disturba il loro sonno col suo canto. C'è inoltre Yan'er, la domestica che viene assegnata a Songlian, la quale si mostra da subito ostile alla nuova padrona: la ragazza ha una tresca segreta con Chen, e sperava di diventare la Quarta Signora, ma in seguito all'arrivo della legittima sposa può soltanto appendere delle lanterne rosse nel segreto della propria camera e sognare di essere una concubina.
Songlian trova difficile adattarsi a questa nuova vita, e ben presto si attira il malcontento del marito che comincia a passare più tempo con le altre consorti. Intanto Feipu, figlio di Yuru e Chen, fa ritorno alla dimora e affascina Songlian con il suono del flauto, cosa che il padre di lei faceva quando era in vita. Venuto a sapere che lei tiene un flauto in camera, sospettando una tresca col proprio figlio, Chen glielo brucia, ignaro che si trattasse dell'unico ricordo che Songlian avesse del defunto padre. In seguito Zhuoyun inscena un incidente, durante il quale si fa tagliare da Songlian parte dell'orecchio; questo fa sì che Chen passi più notti assieme a lei.
Songlian diventa sempre più insofferente, e Meishan sarà l'unica a mostrarle un po' di rispetto; entrata in confidenza con lei, le rivela che la Seconda Signora, apparentemente gentile, è una donna perfida che ordisce complotti alle spalle di tutte le altre mogli ricorrendo a malefici mortali con l'aiuto di Yan'er. Per riconquistare le attenzioni del marito, Songlian finge di essere incinta, e nel palazzo si festeggia lasciando accese le lanterne giorno e notte nel suo cortile. Yan'er scopre però l'inganno e lo riferisce a Zhuoyun, che smaschera Songlian facendola visitare da Gao, il medico di famiglia. Indignato, Chen fa coprire di nero le lanterne del cortile, segno di umiliazione estrema.
Songlian si vendica rivelando alle altre mogli il segreto di Yan'er, esponendo le lanterne rosse da lei usate nella sua camera. Per punizione, Yan'er viene costretta a restare per ore inginocchiata nella neve a guardare le sue lanterne che bruciano; la donna potrebbe porre fine al supplizio ammettendo il suo torto, ma lei rifiuta di farlo e si lascia morire per polmonite. Songlian, che non intendeva causare la morte di Yan'er, cade in depressione e si ubriaca, rivelando senza volerlo a Zhuoyun il tradimento di Meishan, che le aveva confidato di avere una tresca con Gao. La Terza Moglie viene pertanto impiccata dai servi del padrone in una stanza segreta indicata come Stanza della Morte, dove altre concubine infedeli erano state giustiziate prima di lei. Scoperto l'accaduto, Songlian denuncia l'omicidio al padrone ma questi, essendo il vero mandante, l'accusa di essere impazzita. Sentendosi causa della morte dell'unica persona che l'aveva trattata con rispetto, Songlian impazzisce definitivamente: addobba la camera di Meishan con le lanterne rosse, suona un suo disco e crea l'illusione di un fantasma nella casa, causando il terrore degli abitanti.
Trascorre un anno. La Quinta Signora, poco più che bambina, appena giunta al palazzo viene sottoposta al rituale delle lanterne rosse e del massaggio ai piedi. A un certo punto nota Songlian vagare in trance nel cortile, e chiede chi sia costei: "Era la nostra Quarta Signora - le viene risposto - è diventata pazza".

## Accoglienza
La distribuzione e la proiezione del film fu proibita nella Repubblica Popolare Cinese.

## Riconoscimenti
- 1992 - Premio Oscar
  - Nomination Miglior film straniero
- Mostra del Cinema di Venezia 1991
  - Leone d'Argento - Premio speciale per la regia
- Premi BAFTA
  - Miglior film straniero
- David di Donatello 1992
  - Miglior film straniero
- Kansas City Film Critics Circle Awards 1993
  - Miglior film straniero